# Líder da Oposição (Irlanda)
O Líder da oposição (em irlandês: Ceannaire an Fhreasúra), na Irlanda, é o político que, pelo menos em teoria, chefia a oposição parlamentar na Câmara Baixa do Parlamento irlandês, o Dáil Éireann. O atual líder é Micheál Martin do partido Fianna Fáil.
Por convenção, o líder da oposição é o líder do maior partido da Oposição. Historicamente, têm quase sido sempre os partidos Fianna Fáil e Fine Gael. Imediatamente após a concessão da independência, em 1922, no entanto, o líder do Partido Trabalhista agiu como líder da oposição como Sinn Féin e, mais tarde, Fianna Fáil, que se recusaram a reconhecer o Dáil Éireann.
O líder da oposição não tem um grande papel oficial, como a maioria das funções do posto são honoríficas, cerimoniais e nominais. Ele ou ela é sempre visto como a alternativa ao Governo em vigor Taoiseach, conhecida como a Bancada da Frente, no entanto, todos os outros partidos não-governamentais têm as suas próprias Bancadas da Frente.
Atualmente, uma coligação entre o Fianna Fáil, Partido Verde e o Partido Democrata Progressista ocupam a bancada governamental da Câmara do Dáil. A Oposição é constituída pelo Fine Gael, o Partido Trabalhista, o Sinn Féin, e quatro Independentes. Três dos Independentes assinaram acordos com o governo, comprometendo-lhe o seu apoio.

## Líderes da Oposição
Os nomes a negrito indicam os líderes que chegaram ao cargo de primeiro-ministro da Irlanda.
| #   | Nome                        | Início                  | Fim                     | Partido                        |
| --- | --------------------------- | ----------------------- | ----------------------- | ------------------------------ |
| 1.  | Thomas Johnson              | 6 de dezembro de 1922   | 11 de agosto de 1927    | Partido Trabalhista            |
| 2.  | Éamon de Valera (1.ª vez)   | 11 de agosto de 1927    | 9 de março de 1932      | Fianna Fáil                    |
| 3.  | W. T. Cosgrave              | 9 de março de 1932      | janeiro de 1944         | Cumann na nGaedhael/ Fine Gael |
| 4.  | Thomas F. O'Higgins         | janeiro de 1944         | 9 de junho de 1944      | Fine Gael                      |
| 5.  | Richard Mulcahy             | 9 de junho de 1944      | 18 de fevereiro de 1948 | Fine Gael                      |
|     | Éamon de Valera (2.ª vez)   | 18 de fevereiro de 1948 | 13 de junho de 1951     | Fianna Fáil                    |
| 6.  | John A. Costello (1.ª vez)  | 13 de junho de 1951     | 2 de junho de 1954      | Fine Gael                      |
|     | Éamon de Valera (3.ª vez)   | 2 de junho de 1954      | 20 de março de 1957     | Fianna Fáil                    |
|     | John A. Costello (2.ª vez)  | 20 de março de 1957     | 21 de outubro de 1959   | Fine Gael                      |
| 7.  | James Dillon                | 21 de outubro de 1959   | 21 de abril de 1965     | Fine Gael                      |
| 8.  | Liam Cosgrave               | 21 de abril de 1965     | 14 de março de 1973     | Fine Gael                      |
| 9.  | Jack Lynch                  | 14 de março de 1973     | 5 de julho de 1977      | Fianna Fáil                    |
| 10. | Garret FitzGerald (1.ª vez) | 5 de julho de 1977      | 30 de junho de 1981     | Fine Gael                      |
| 11. | Charles Haughey (1.ª vez)   | 30 de junho de 1981     | 9 de março de 1982      | Fianna Fáil                    |
|     | Garret FitzGerald (2.ª vez) | 9 de março de 1982      | 14 de dezembro de 1982  | Fine Gael                      |
|     | Charles Haughey (2.ª vez)   | 14 de dezembro de 1982  | 10 de março de 1987     | Fianna Fáil                    |
| 12. | Alan Dukes                  | 10 de março de 1987     | 20 de novembro de 1990  | Fine Gael                      |
| 13. | John Bruton (1.ª vez)       | 20 de novembro de 1990  | 15 de dezembro de 1994  | Fine Gael                      |
| 14. | Bertie Ahern                | 15 de dezembro de 1994  | 26 de junho de 1997     | Fianna Fáil                    |
|     | John Bruton (2.ª vez)       | 26 de junho de 1997     | 9 de fevereiro de 2001  | Fine Gael                      |
| 15. | Michael Noonan              | 9 de fevereiro de 2001  | 6 de junho de 2002      | Fine Gael                      |
| 16. | Enda Kenny                  | 6 de junho de 2002      | 9 de março de 2011      | Fine Gael                      |
| 17. | Micheál Martin              | 9 de março de 2011      | 27 de junho de 2020     | Fianna Fáil                    |